# Lilly Barshy
Lilly Barshy (* 2002 in Bremen) ist eine deutsche Schauspielerin.

## Leben
Barshy ist mit ihrem Zwillingsbruder aufgewachsen.
Im Alter von 9 Jahren bekam sie ihre erste Episodenhauptrolle bei Notruf Hafenkante. Im TV-Film Tod eines Mädchens aus dem Jahr 2015 und in der 2019 ausgestrahlten Fortsetzung Die verschwundene Familie verkörperte sie unter der Regie von Thomas Berger die Rolle der Charlotte Broder. Danach folgten Gastrollen in deutschen Kriminalserien wie Großstadtrevier, Bad Cop und Tatort. In Tatort: Das verschwundene Kind hatte sie 2019 eine Episodenhauptrolle. 2020 war sie neben Alwara Höfels und Katharina Wackernagel in dem Sat.1-Fernsehfilm Zerrissen – Zwischen zwei Müttern zu sehen.

## Filmografie (Auswahl)
- 2012–2024: Notruf Hafenkante (Fernsehserie, 3 Folgen)
- seit 2015: Nordholm (Filmreihe)
  - 2015: Tod eines Mädchens (Fernsehzweiteiler)
  - 2019: Die verschwundene Familie (Fernsehzweiteiler)
  - 2020: Das Mädchen am Strand (Fernsehzweiteiler)
  - 2023: Die Frau im Meer (Fernsehzweiteiler)
- 2015–2025: Die Pfefferkörner (Fernsehserie, 2 Folgen)
- 2017: Tatort: Borowski und das Fest des Nordens (Fernsehreihe)
- 2017: Die Pfefferkörner und der Fluch des schwarzen Königs
- 2017: Bad Cop – kriminell gut (Fernsehserie, Folge Kindsköpfe)
- 2018–2024: Großstadtrevier (Fernsehserie, 3 Folgen)
- 2019: Tatort: Das verschwundene Kind (Fernsehreihe)
- 2019: Wendezeit (Fernsehfilm)
- 2020: Sarah Kohr – Teufelsmoor
- 2020: Zerrissen – Zwischen zwei Müttern (Fernsehfilm)
- 2021: SOKO Wismar – Waidmannsheil
- 2021: In aller Freundschaft: Gefühlschaos
- 2021: Die Welt steht still (Fernsehfilm)
- 2023: SOKO Köln (Fernsehserie, Folge Angriff der Schatten)
- 2023: SOKO Leipzig (Fernsehserie, Folge Schutzbefohlen)
- 2024: SOKO Hamburg (Fernsehserie, Folge Der letzte Aufschlag)